# Kara Dag
Kara Dag (en ruso: Кара-Даг, en ucraniano: Кара-Даг, en tártaro de Crimea: Dağ Qara que en tártaro quiere decir "Cerro Negro") es una montaña situada en la costa sureste de la península de Crimea entre las localidades de Koktebel y Kurortne pertenecientes al Municipio de Feodosia. Está al pie del mar Negro, entre las bahías de de Lisa y la de Koktebel.
Es un tipo de un volcán extinto del Jurásico, que alcanza los 575 metros, en torno a lo que es ahora la reserva natural de Kara Dag. El volcán estuvo activo por miles de años, arrojando lava y escombros en el mar Negro, y permitiendo una flora única en el desarrollo de Crimea.

## Galería

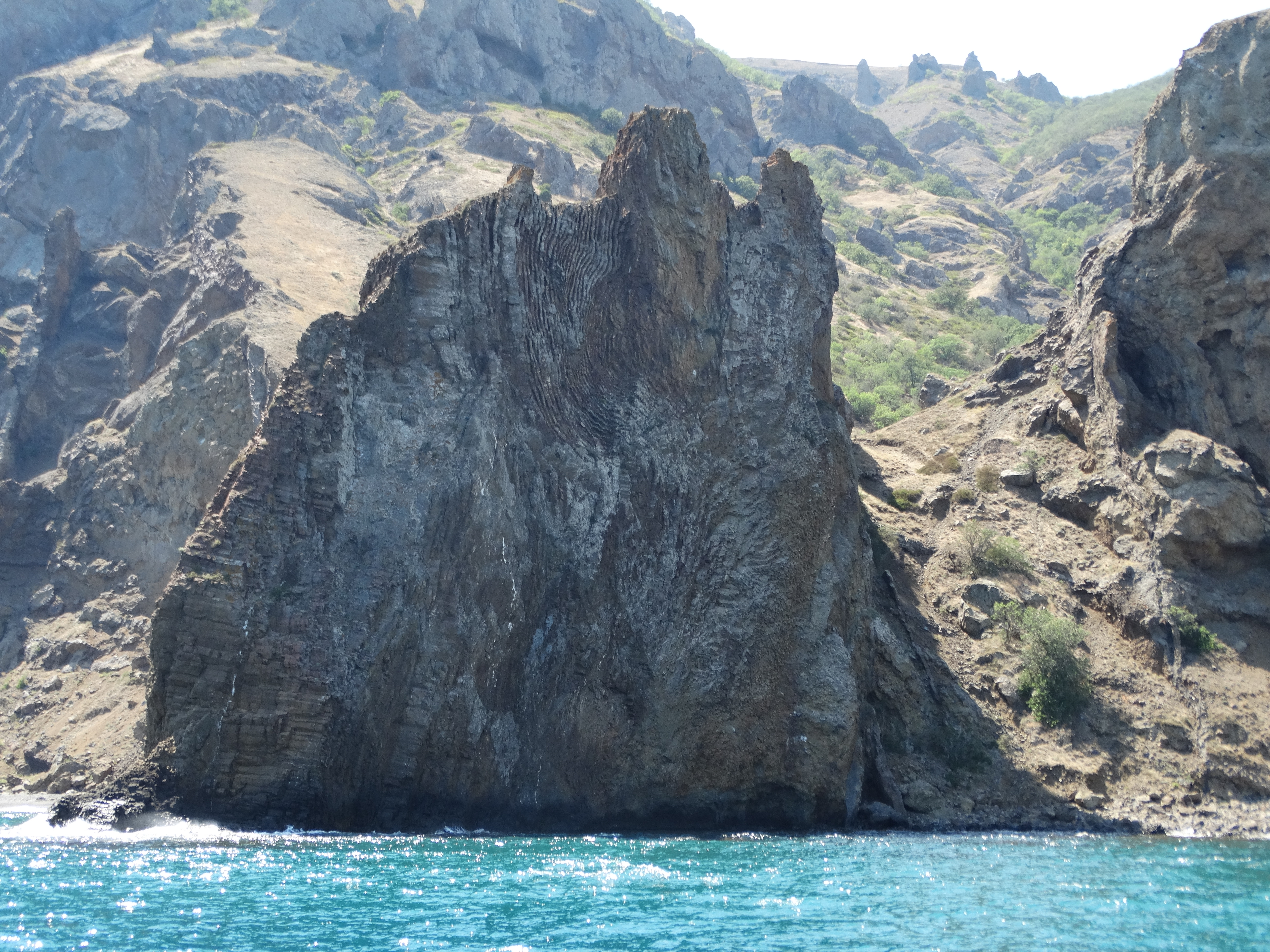
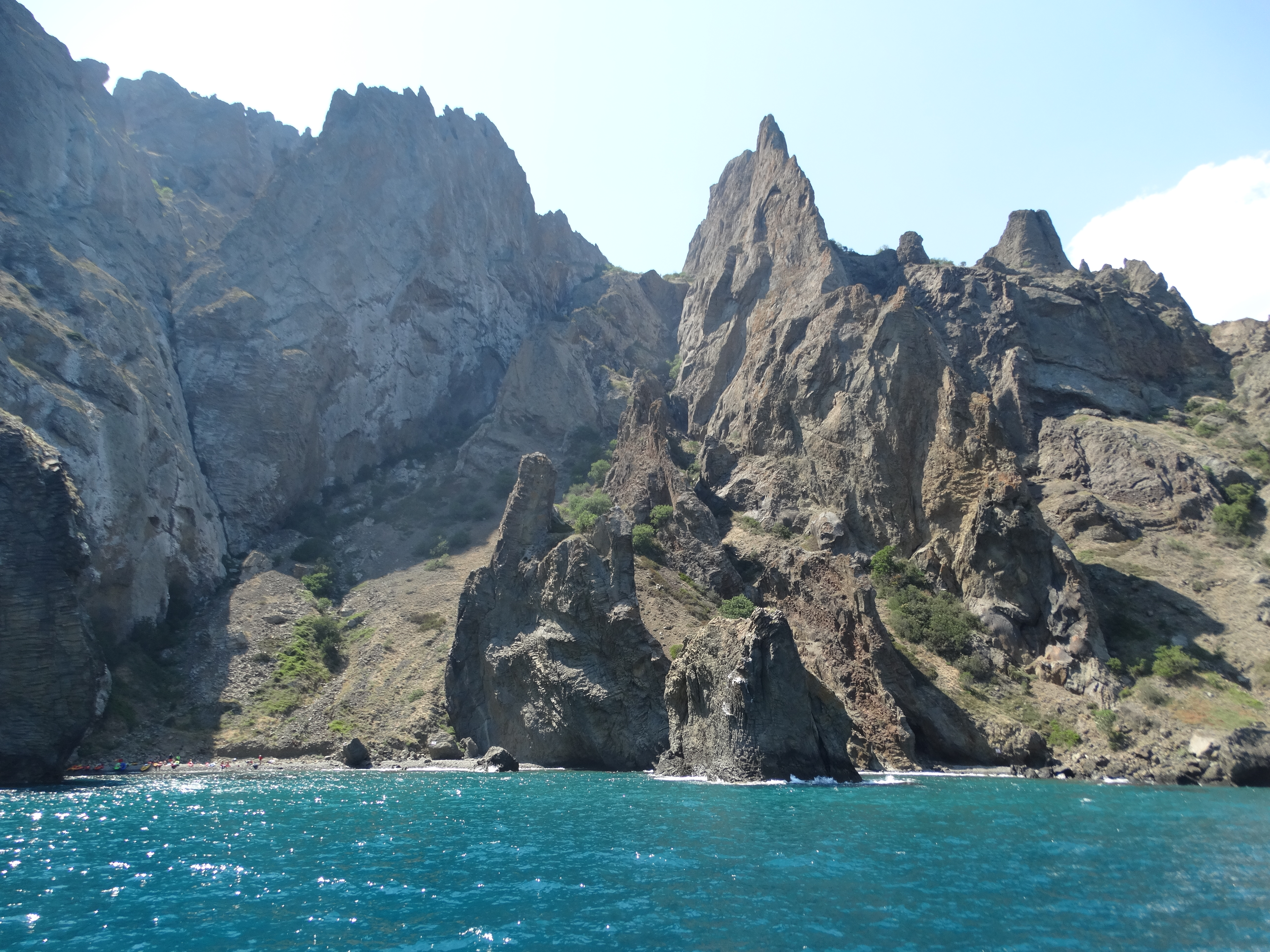
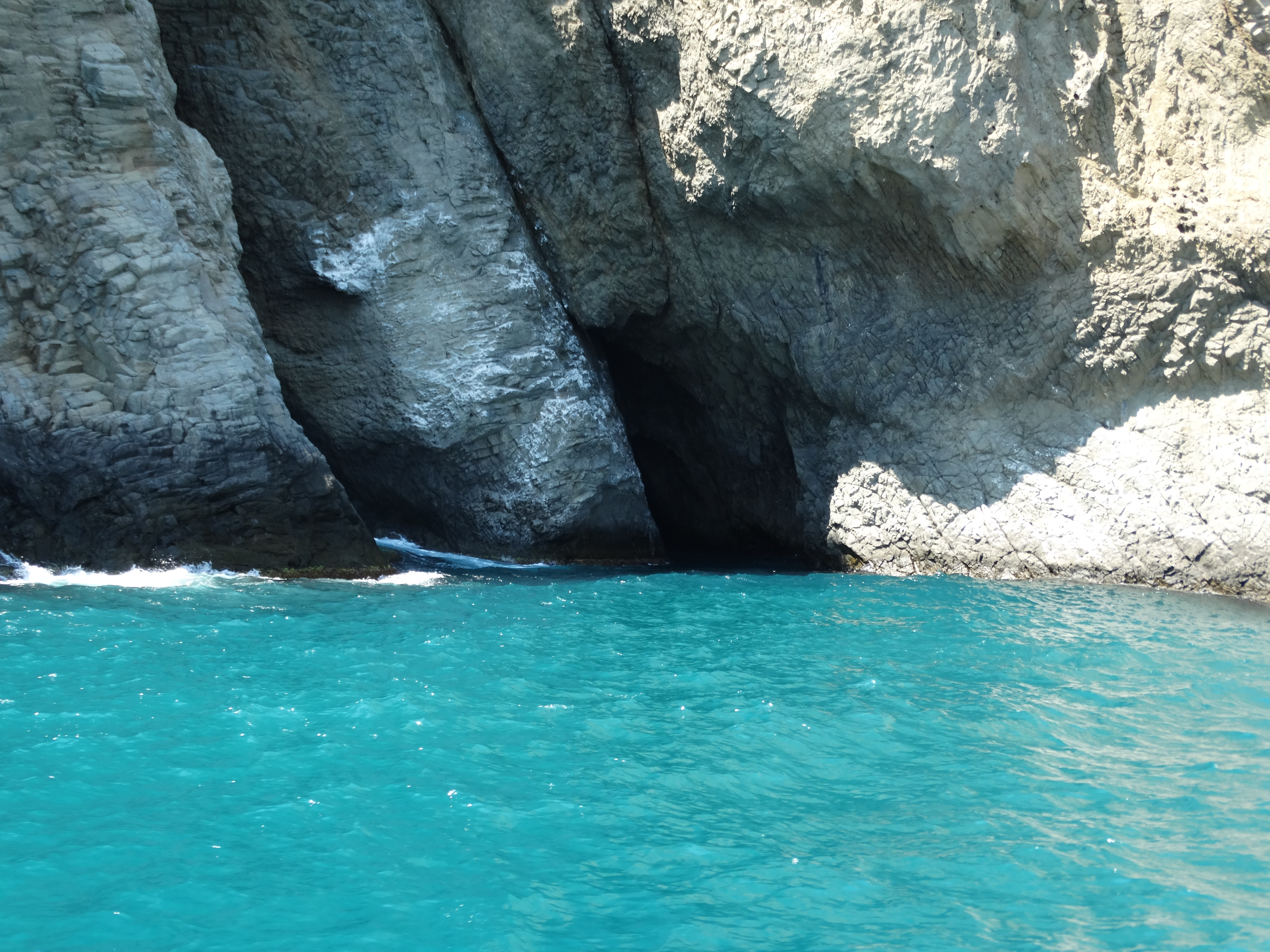
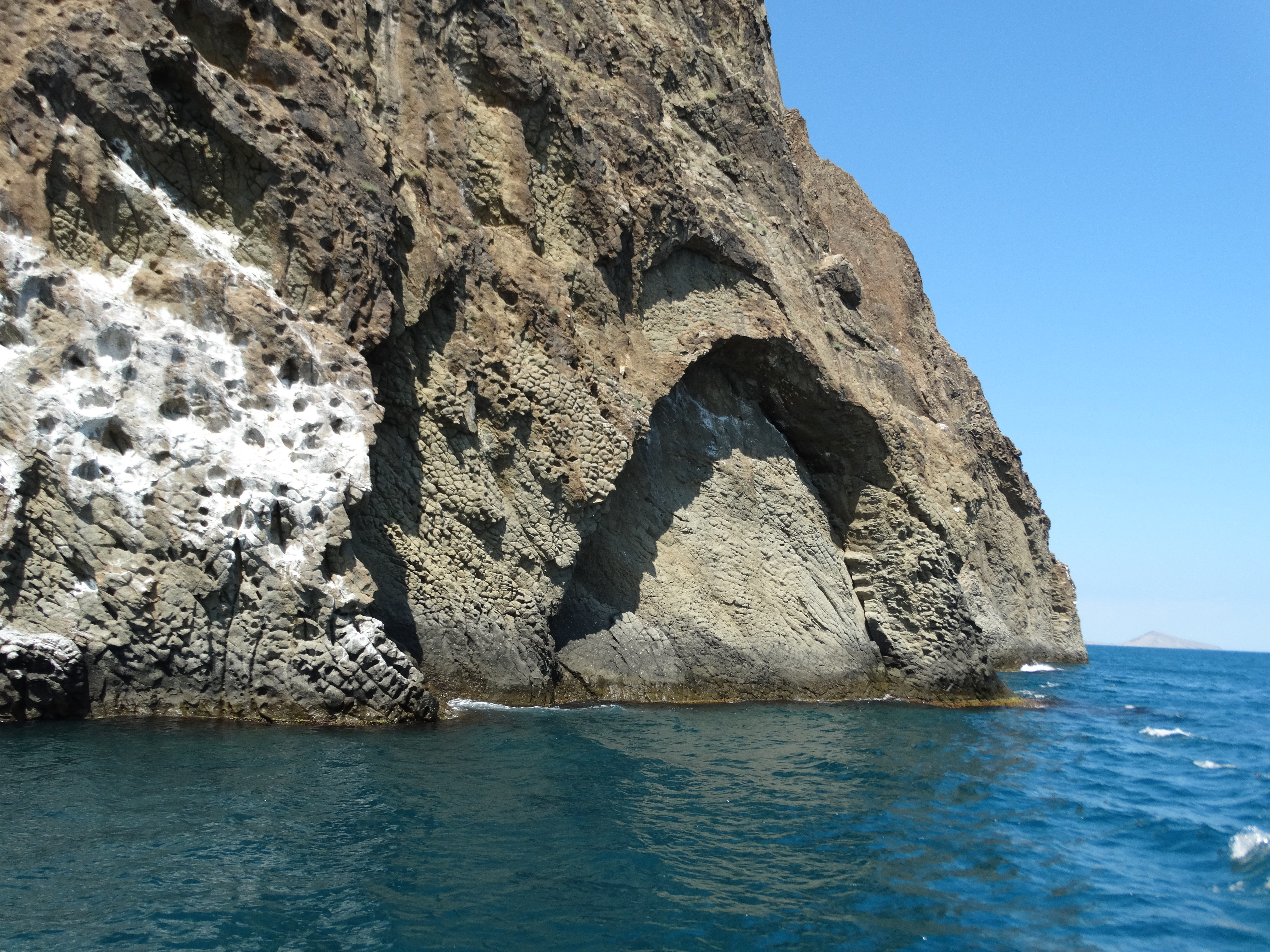
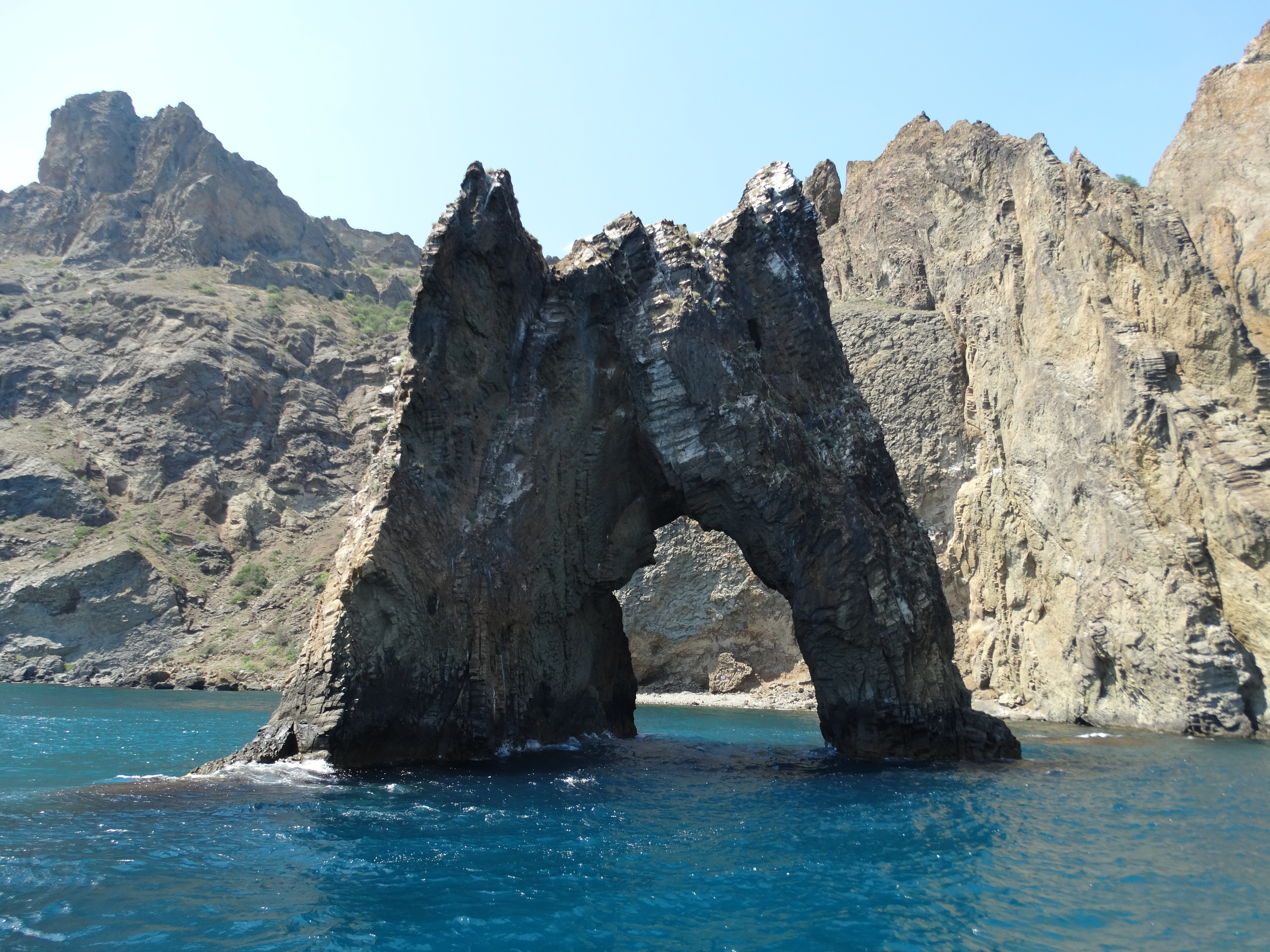